# Astragalus macrotrichus
Astragalus macrotrichus är en ärtväxtart som beskrevs av E.Peter. Astragalus macrotrichus ingår i släktet vedlar, och familjen ärtväxter. Inga underarter finns listade i Catalogue of Life.